# Діаспора
Діа́спора (грец. διασπορά — «розсіяння») — етнічна, в першу чергу релігійна (конфесійна) та мовно-культурна спільнота або сукупність індивідів, які існують та зберігаються за межами свого материнського регіону, і котрі усвідомлюють свою генетичну або духовну з ним єдність. Поняття походить мовно з давньогрецької, але змістовно — з юдейської традиції (ідеться про розсіяння євреїв по світу та існування компактними релігійно-етнічними громадами). В Європі це поняття стало набувати широкого вжитку в XIX ст. Часто ним, не зовсім коректно, звуться будь-які національні меншини. Діаспори досить часто підтримують зв'язок з країною своєї історичної належності та здійснюють вплив на політику країни.

## Етимологія
Первісно в Стародавній Греції «діаспорою» звалися грецькі колонії, які почали створюватися з VI ст. до н. е..
У пошуках кращого життя і родючих незайнятих земель понтійські греки (Іонія — прибережна область Малої Азії) — в основному вихідці з міста Мілета — спрямовувалися до берегів Понта Евксинського (Чорного моря). Важливу роль в колонізації Чорноморського узбережжя зіграли жителі та інших місць Греції та Малої Азії.
Наприкінці VI ст. до н. е. вихідці з Малої Азії заснували у Причорномор'ї свої перші колонії — Феодосію, Мірмекій, Керкінітида (Євпаторію), Пантікапей (Керч), в V столітті до н. е. — Херсонес (в районі сучасного Севастополя). У Приазов'ї, в гирлі Дону, на початку III ст. до н. е. виникло місто Танаїс.
У Новому Заповіті та у євреїв, що розмовляли грецькою, «діаспорою» звалася сукупність євреїв, що з часів Вавилонського полону в IV ст. до н. е. були розсіяні поза межами Палестини серед язичницьких племен та народів — в Єгипті та Малій Азії. Тенденція існування компактними громадами посилилась після римської навали й знищення держав Юдея та Ізраїль (перша та друга «Юдейські війни») та примусового розселення євреїв по території Римської імперії, починаючи з I ст. З цього ж часу цю назву євреї-християни почали поширювати на єдиновірців, що мешкали поза межами церковних громад.
В Новий час ця назва використовувалася гернгутерами (гуситами — послідовниками Моравської церкви), котрі звали так усіх братів, що мешкали поза межами секти. В XIX ст. назву «діаспора» почали використовувати католики для позначення католицьких громад в іновірних країнах.

## Поняття «діаспора» в Україні
В Україні термін «діаспора» інколи трактується неоднозначно. В одних випадках під ним розуміють усіх без винятку українців, розсіяних по всьому світу; в інших — лише дисперсні (розпорошені) їх частини, що не становлять якоїсь спільноти; нарешті, діаспорою вважають усіх українців поза Україною, за винятком тих, котрі проживають у сусідніх державах на споконвічній етнічній території. Неоднозначне тлумачення поняття «діаспора» призводить до розмаїття його визначень. На Заході, наприклад, найчастіше вдаються до поєднання етноніма та політоніма («українські канадці», «україноканадці») або етноніма і громадянства («українець Канади», «українець США»), а при визначенні діаспорної групи — до термінів «українська етнічна група», «українська імміграція», «канадські вихідці з України» тощо. Через таку різноплановість учені віддають перевагу універсальному термінові — «українська діаспора».
За своєю структурою діаспора виступає у двох основних формах: дисперсій — невеликих вкраплень в іноетнічному масиві; компактних утворень — суцільних етнічних районів. Щодо природи діаспор, то вони утворюються або шляхом міграцій, або внаслідок насильницького відторгнення частини етносу від основного масиву.
В історії української еміграції простежуються два основних напрямки, кожен з яких має кілька хвиль. За напрямком її умовно поділяють на східну і західну.

### Східна діаспора
Східна діаспора утворювалася шляхом переселення українців до внутрішніх губерній Російської імперії (внутрішня колонізація), пізніше — до республік колишнього СРСР. Поодинокі міграції зафіксовані ще у XVI ст., коли українські козаки разом із російськими землепрохідцями освоювали простори Сибіру, Далекого Сходу, Камчатки та Чукотки. Масові ж переселення мають більш визначений час та ґрунтовніше мотивування.
До східної діаспори (а вона налічує до 10 млн осіб) слід залучити й українців Берестейщини, Курщини, Кубані, Придністров'я тощо, історичною долею відрізаних від колись цілісного етнічного масиву, й етнічні вкраплення в населення Прибалтики, Москви та Санкт-Петербурга, і цілі етнічні райони в Башкортостані, Закавказзі, Казахстані та Середній Азії, де у 20-ті роки утворилася так звана «Сіра Україна», і великий клин у Сибіру та на Далекому Сході, що дістав назву «Зелена Україна».

### Західна діаспора
До західної української діаспори (понад 5 млн осіб) слід додати також українців Холмщини, Перемищини, Надсяння, Підляшшя, Пряшівщини, Мараморощини та Сучавщини, свого часу відокремлених від суцільного українського етнічного масиву, і давні компактні утворення в Польщі, Словаччині, Угорщині, Румунії, Молдові, Югославії, Австрії, Німеччині, й етнічні вкраплення в населення Великої Британії, Франції, Італії, Бельгії та інших європейських країн, і суцільні райони та навіть провінції у Канаді, США, Аргентині, Австралії.
Кількісна характеристика західної діаспори виглядає нині таким чином. У США проживає близько 2 млн осіб, половина з яких — у штаті Пенсильванія, до 20 % — у штатах Нью-Джерсі, Нью-Йорк, менше — в Мічигані, Огайо та Коннектикуті. Серед них спостерігається стійка тенденція до збереження національних цінностей, зокрема мови.
У Канаді мешкає близько 1 млн україноканадців, в основному у провінціях Манітоба, Саскачеван, Альберта, Онтаріо (2,3 %), де створені національні громадські організації, школи, відділення університетів. Українська діаспора в Канаді також прагне зберігати національні традиції. Подібне спостерігається також в інших країнах, але у менш відчутних проявах: в Аргентині та Бразилії, де проживає приблизно по 300 тис. українців, у Парагваї (понад 10 тис.), Венесуелі (понад 4 тис.), Уругваї (10-15 тис.), Австрії (понад 5 тис.), Бельгії (4 тис.), Великій Британії (понад 30 тис.), у Данії, Іспанії, Греції, Італії, Люксембурзі (приблизно по 1 тис. осіб).
Особливе місце серед країн української діаспори займають країни колишньої Югославії. Українські переселенці (нині їх налічується близько 36 тис.) перебралися до Воєводини (Сербія) ще у XVIII ст., утворивши у місті Руський Крстур свій значний осередок.
Ще давніша українська діаспора у Болгарії. Українці почали прибувати до неї ще у IX—X століттях — ченці, купці, студенти, а головне — викладачі Києво-Могилянської академії, котрі започаткували там традицію викладання курсів з актуальних гуманітарних проблем. Пізніше серед таких просвітників був видатний письменник, учений та громадський діяч Михайло Драгоманов.
Загальна динаміка чисельності та розміщення українців у світі має такий вигляд:
| Станом на | Сучасна Україна | Російська імперія/СРСР (без України) | Європа     | Америка   | Загалом  |
| --------- | --------------- | ------------------------------------ | ---------- | --------- | -------- |
| 1719 рік  | 4,9 млн         | 448 тис.                             | 379 тис.   | —         | 5,8 млн  |
| 1858 рік  | 12,8 млн        | 2,2 млн                              | 941,5 тис. | —         | 16,1 млн |
| 1926 рік  | 27,6 млн        | 8,4 млн                              | 745,8 тис. | <500 тис. | 37,2 млн |
| 1979 рік  | 36,5 млн        | 5,9 млн                              | 490 тис.   | 1,3 млн   | 44,1 млн |
| 1989 рік  | 37,5 млн        | 11 млн                               | 853 тис.   | >2,5 млн  | 51,9 млн |